# Tyrrhenoleuctra tangerina
Tyrrhenoleuctra tangerina är en bäcksländeart som först beskrevs av Navás 1922.  Tyrrhenoleuctra tangerina ingår i släktet Tyrrhenoleuctra och familjen smalbäcksländor. Inga underarter finns listade i Catalogue of Life.